# Tillandsia grao-mogolensis
Tillandsia grao-mogolensis är en gräsväxtart som beskrevs av Silveira. Tillandsia grao-mogolensis ingår i släktet Tillandsia och familjen Bromeliaceae. Inga underarter finns listade i Catalogue of Life.